# Große Mauer westlich des Gelben Flusses
Die Große Mauer westlich des Gelben Flusses (河西長城 / 河西长城,  Héxī chángchéng, englisch Hexi Great Wall) entstand in mehreren Bauphasen zur Zeit der Westlichen Han-Dynastie unter Kaiser Han Wudi.

## Bedeutung
Am Hexi- bzw. Gansu-Korridor gelegen, bestand die Mauer aus einem System von Alarmfeuertürmen und befestigten Orten. Sie spielte eine wichtige Rolle bei der Sicherung der Ost-Westlichen Handelsrouten auf der Seidenstraße. Sie bildet einen Teil der Großen Mauer der Han-Dynastie (汉长城,  Han changcheng).
Der Mauerbau begann 121 v. Chr. mit dem ersten Abschnitt im sogenannten Lingjusai (令居塞) am Westufer des Gelben Flusses im heutigen Kreis Yongdeng (Provinz Gansu) und erstreckte sich bis zum Kreis Jinta im Norden der Stadt Jiuquan (酒泉) entlang des Hexi-Korridors. 111 v. Chr. wurde der Bau des zweiten Abschnitts bis Yumenguan (玉门关) angeordnet, 102 v. Chr. der dritte Abschnitt von Yumenguan bis zum See Lop Nor (罗布泊) in Xinjiang.
Der britische Archäologe Aurel Stein entdeckte 1907 im Bereich der Großen Mauer der Han-Dynastie zahlreiche Baumbusstreifen, auf denen er Befehle, Anweisungen und Feldpostbriefe aus dem ersten Jahrhundert vor Chr. entziffern konnte, sowie Siegel der Kommandanten, geheime Codes auf getrennten Tafeln und Einsatzpläne der an dem Mauerabschnitt damals eingesetzten Soldaten. Als wichtigste gefundene Aufzeichnungen gelten Angaben über ein nach Stein so benanntes optisches Telegraphiesystem, mit dem von der Mauer vorgelagerten Türmen tagsüber mit codierten Rauchsignalen und in der Nacht mit Feuersignalen den Wachtürmen an der Mauer und im chinesischen Hinterland bis zu den dort stationierten Garnisonen mitgeteilt wurde, wenn sich Angreifer aus dem Norden dem Mauerabschnitt näherten. Durch einen festgelegten Code war es damals sogar möglich, auch die Anzahl und die Entfernung der Angreifer mitzuteilen.